# Пак Чихун
Пак Чихун (кор. 박지훈?, 朴志訓?; род. 29 мая 1999 года, Масан, Кёнсан-Намдо, Республика Корея) — южнокорейский певец и актёр. Карьеру начинал как ребёнок-актёр и рекламная модель, а известность получил в начале 2017 года, заняв второе место во втором сезоне реалити-шоу «Produce 101». Он также является бывшим участником бой-бенда Wanna One, а в настоящее время активно выступает как сольный исполнитель и актёр.
Пак Чихун начал свою сольную карьеру со своего первого фан-тура, а также с выпуска альбома O'Clock после окончания деятельности Wanna One как группы. Он также возобновил свою актёрскую карьеру и сейчас известен своими ролями в сериалах «Цветочная команда: Брачное агентство Чосона» (2019), «Любовная революция» (2020), «Зелёная весна вдали» (2021) и «Слабый герой» (2022). Пак продолжает активно участвовать в эстрадных и реалити-шоу, а также рискнул стать ди-джеем на радио. Помимо этого, он был рекламной моделью нескольких брендов по уходу за кожей, косметики и продуктов питания.

## Ранняя жизнь и образование
Пак Чихун родился 29 мая 1999 года в Масане, Республика Корея. Хотя он родом из провинции Кёнсан-Намдо, Пак живёт в Сеуле с семи лет. Он окончил Национальную среднюю школу традиционных искусств, где специализировался на музыкальном театре. Пак изучал искусство радиовещания в Сеульской школе исполнительских искусств и окончил её в январе 2018 года. В 2018 году Пак поступил на театральный факультет Университета Чун-Ан.

## Карьера

### Начало карьеры
Пак дебютировал как ребёнок-актёр, участвуя в таких мюзиклах, как «Питер Пэн» (2007–2009), «Гармония в моей памяти» (2010) и «Радиозвезда» (2010–2011), а также в небольших ролях в телесериалах «Чумон» (2006–2007), «Король и я» (2007–2008), «Скажите «Кимчи», скажите «Сыр»» (2007–2008), «Иль Чжи Мэ» (2008) и других. Пак также появился в реалити-шоу группы SS501 «SS501 SOS» (2006), хотя в эпизодах его лицо было размыто. В 2007 году он появился в «KM Idol War» совместно с Big Bang. В детстве он продолжал активно участвовать в музыкальном театре, телевизионных передачах и кино, а также работал рекламной моделью.
В подростковом возрасте Пак был менее активен в индустрии развлечений и начал готовиться к карьере айдола в SM Entertainment и Fantagio. Из-за травмы колена он не попал в финальный состав бойз-бэнда Astro и впоследствии перешёл в Maroo Entertainment.

### 2017–2019: Produce 101 и Wanna One
В 2017 году Пак представлял Maroo Entertainment во втором сезоне шоу «Produce 101». Он внезапно стал популярным после того, как стал вирусным как «мальчик-подмигиватель (кор. 윙크남)» после вступительного этапа «It's Me (Pick Me)» на «M Countdown», ещё до начала трансляции шоу. Таким образом, участие Пака в шоу на выживание привлекло большое внимание СМИ, и его эгё-клише «сохраняю тебя в своём сердце» (кор. 내 마음 속에 저장) стала популярной в социальных сетях и использовалась различными компаниями в маркетинговых целях.
Позже эта фраза была признана лучшей в 2017 году по версии KOCCA. Кроме того, во время трансляции шоу Пак получил предложения от различных компаний стать их рекламной моделью, а позже выяснилось, что Пак подписал эксклюзивный контракт с Maroo Entertainment ещё до начала шоу. Он занял второе место, что сделало его участником проектной мужской группы Wanna One под руководством YMC Entertainment. Группа Wanna One была распущена 31 декабря 2018 года и официально завершила свою деятельность после четырёхдневного финального концерта «Therefore», который проходил с 24 по 27 января в Gocheok Sky Dome.

### 2019: Сольный дебют, первое турне по Азии и возвращение к актёрской карьере
После распада Wanna One 31 декабря 2018 года Пак Чихун начал свою сольную карьеру в Maroo Entertainment и провел свою первую в фан-встречу «PARK JIHOON 2019 ASIA FAN MEETING [FIRST EDITION]» 9 февраля в Большом дворце мира университета Кенхи в Сеуле, за которой последовали фан-встречи в Тайбэе (2 марта), Таиланд (9 марта), Филиппины (15 марта), Гонконг (23 марта), Макао (30 марта) и Япония (10 апреля).

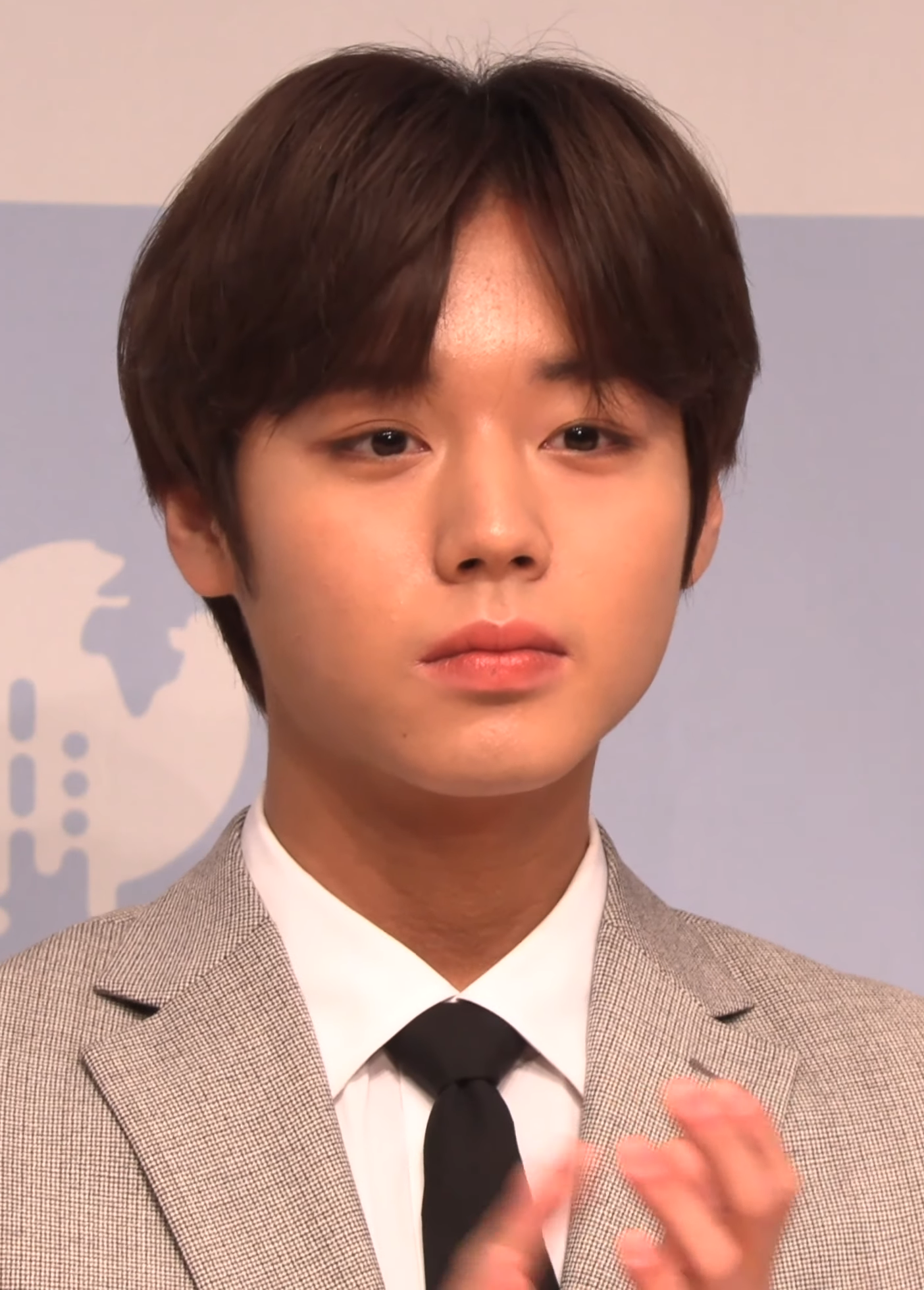
Пак Чихун в 2019 году

26 марта Пак выпустил свой дебютный мини-альбом в качестве солиста O'Clock с ведущим синглом «L.O.V.E». Пак Чихун одержал свою первую в истории сольную победу на музыкальном шоу со своим дебютным альбомом «L.O.V.E» на KBS Music Bank 5 апреля 2019 года. В том же месяце Пак получил роль в исторической драме телеканала JTBC «Цветочная команда: Брачное агентство Чосона», которая вышла в эфир 16 сентября. Пак получил похвалу за свои отличные актёрские способности и получил множество положительных отзывов за свою первую дораму с начала его сольной карьеры. Пак Чихун, возглавивший список, в течение 8 недель подряд занимал первое место в рейтинге самых обсуждаемых актёров дорам (Good Data — категория актёров дорам и рейтинг Racoi) в своей дораме «Цветочная команда» (2 месяца).
В декабре 2019 года Пак Чихун отправился в свой сольный тур по встречам с фанатами под названием «FANCON ASIA TOUR». Начавшись в Южной Корее, тур должен был охватить города в нескольких странах, включая Сеул, Хиого и Токио, Макао, Бангкок, Тайбэй и Джакарту.
4 декабря Пак выпустил свой второй мини-альбом 360 и одноимённый заглавный сингл.

### 2020: «Любовная революция», первый студийный альбом и первый сольный концерт
26 мая Пак Чихун выпустил свой третий мини-альбом The W с заглавной песней «Wing». Пак Чихун несколько раз появлялся в радиошоу в рамках продвижения своего альбома The W, в том числе в радиошоу «Cool FM KBS», радиошоу «SBS Cultwo», радиошоу «Noon Hope» и радиошоу «Sung Woon Late Night».

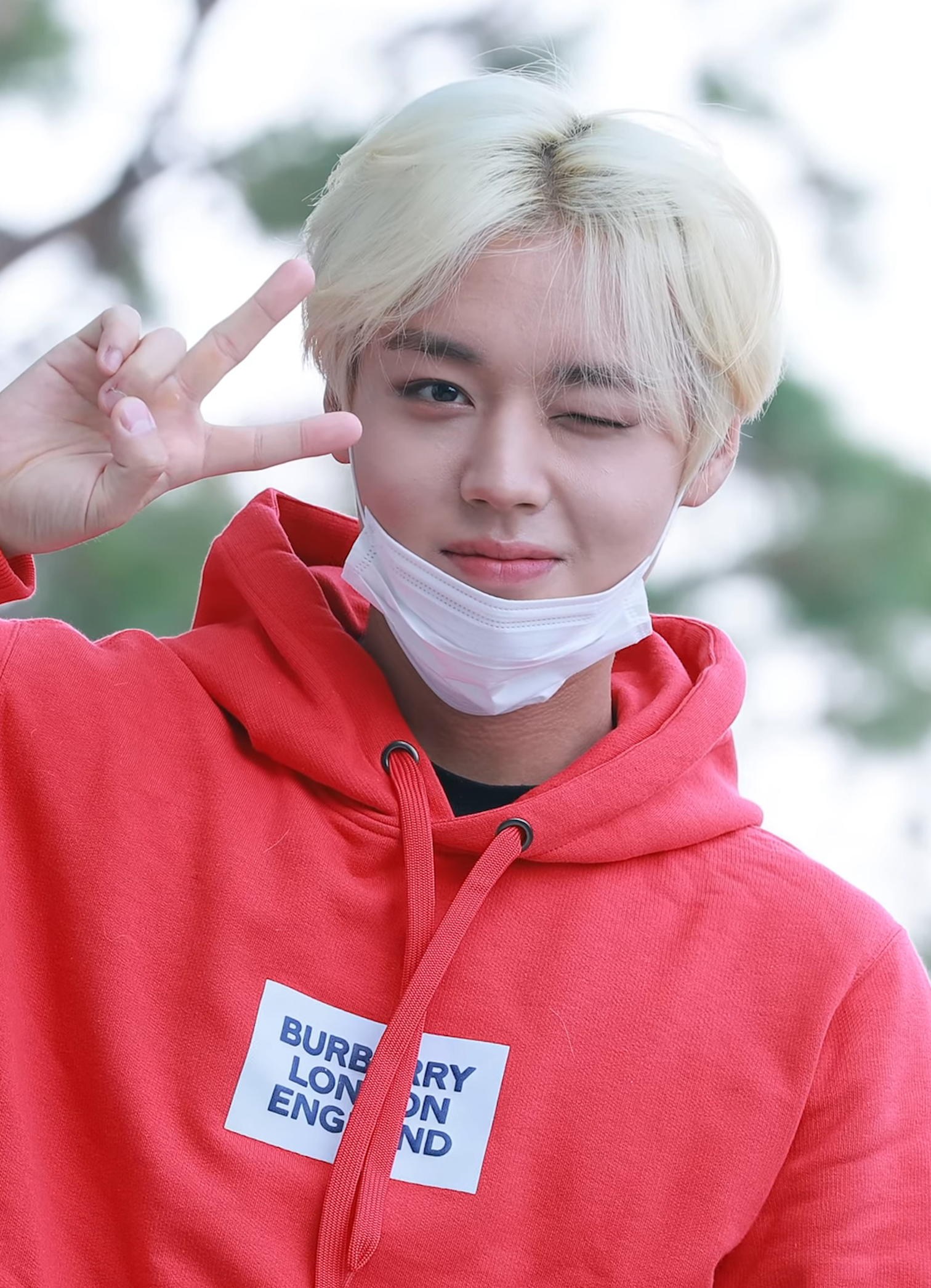
Пак Чихун в ноябре 2020 года

Пак Чихун сыграл свою первую главную роль в веб-дораме Любовная революция от Kakao M, экранизации одноимённого популярного вебтуна. Дорама транслировалась с 1 сентября по 27 декабря 2020 года. Первый эпизод «Любовной революции» за один день набрал более миллиона просмотров на KakaoTV и занял первое место в топ-10 еженедельных видео. Первые пять эпизодов также набрали более миллиона просмотров. Популярность Пака росла, зрители и критики хвалили его актёрское мастерство. Песня «Midnight» была записана и выпущена Пак Чихуном в качестве саундтрека к дораме.
4 ноября Пак выпустил свой первый студийный альбом Message с заглавной песней «Gotcha».
13 декабря Пак Чихун провёл свой первый онлайн-концерт под названием «Message».

### 2021–наст. время: Продолжение актёрской и музыкальной деятельности, а также «Слабый герой»
Пак сыграл главную роль в дораме KBS «Зелёная весна вдали», которая транслировалась с 14 июня по июль 2021 года.
12 августа Пак выпустил свой четвёртый мини-альбом My Collection с заглавной песней «Gallery».
28 октября Пак выпустил свой пятый мини-альбом Hot&Cold с заглавной песней «Serious».
26 июня Пак провёл «Специальную фан-встречу Пак Чихуна в Таиланде в 2022 году» — свою первую фан-встречу в Таиланде за три года. В июле 2022 года Пак объявил, что 18 и 20 августа проведёт «Специальную фан-встречу Пак Чихуна в Японии в 2022 году» в Токио и Кобе, Япония.
В августе 2022 года было объявлено, что 12 октября 2022 года Парк вернётся со своим шестым мини-альбомом The Answer с заглавной песней «Nitro». 30 сентября он выпустил би-сайд под названием «Moon & Back».
9 и 10 октября Парк провёл двухдневный концерт под названием «[CLUE]» в YES24 Live Hall.
Пак снялся в главной роли в дораме «Слабый герой» на канале wavve, премьера которой состоялась 18 ноября. Перед премьерой первые три эпизода дорамы были показаны на 27-м Международном кинофестивале в Пусане, где билеты были распроданы за две минуты, что привело к дополнительным показам. Дорама мгновенно стала хитом и в первый же день возглавила рейтинг платных подписчиков на канале wavve. «Слабый герой» имел успех как у критиков, так и в коммерческом плане, получив рейтинг 9,9/10 за рубежом и восторженные отзывы критиков. Он также занял первое место на сайте OTT, объединяющем поиск и рекомендации, Kinolights. Пак получил множество положительных отзывов как от критиков, так и от онлайн-сообществ за роль Ён Си Ына, а некоторые из его ярких сцен стали вирусными в различных социальных сетях, таких как TikTok и Twitter.
Роль была названа «повторным открытием Пак Чихуна», поскольку в его исполнении не было и следа от милого и жизнерадостного образа айдола. Когда его спросили о выборе Пака на эту роль, креативный директор Хан Джун Хи рассказал, что генеральный директор Shortcake (продюсерской компании) Ли Мён Джин изначально предложил на эту роль айдола-актёра, будучи поражённым его игрой в фильме «Зелёная весна вдали». Просмотрев его предыдущие работы и интервью, он убедился в правильности своего решения и передал предложение режиссёру Ю Су Мину.
9 декабря было объявлено, что Пак снимется вместе с актрисой-ветераном Ким Чон Нан в своём первом фильме «Одри». Ожидается, что он выйдет в 2024 году.[14]

### 2023–наст. время:Blank or Blackи новые начинания
23 марта 2023 года было объявлено, что Пак вернётся с седьмым мини-альбомом Blank or Black с заглавной песней «Blank Effect» 12 апреля.
В январе 2024 года вышла главная дорама Пака «Любовная песнь иллюзий», в которой он сыграл две роли.
5 августа 2024 года Пак подписал эксклюзивный контракт с YY Entertainment на будущую деятельность.

## Фильмография
| Год       |    | Русское название                            | Оригинальное название            | Роль                    |
| --------- | -- | ------------------------------------------- | -------------------------------- | ----------------------- |
| 2006—2007 | с  | Чумон                                       | 삼한지: 주몽 편                  | Гостевая роль           |
| 2007      | с  | Истории тысячи людей                        | Оригинальное название неизвестно | Ли Донгю                |
| 2007—2008 | с  | Скажите «Кимчи», скажите «Сыр»              | 김치 치즈 스마일                 | Соседский ребёнок       |
| 2007—2008 | с  | Король и я                                  | 왕과 나                          | Евнух                   |
| 2008      | с  | Иль Чжи Мэ                                  | 일지매                           | Сын деревенского жителя |
| 2019      | с  | Цветочная команда: Брачное агентство Чосона | 꽃파당: 조선혼담공작소           | Ко Ёнсу                 |
| 2020      | вс | Любовная революция                          | 연애혁명                         | Кон Джуён               |
| 2021      | с  | Зелёная весна вдали                         | 멀리서 보면 푸른 봄              | Ё Джун                  |
| 2022      | вс | Невеста в чёрном                            | 블랙의 신부                      | Клиенты Чхве Юсон       |
| 2022      | вс | Слабый герой                                | 약한영웅 Class 1                 | Ён Сиын                 |
| 2024      | с  | Любовная песнь иллюзий                      | 환상연가                         | Саджо Хён / Акхи        |
| 2024      | ф  | Одри                                        | 오드리                           | Кан Гихун               |

## Дискография

### Wanna One
Подробную информацию о музыкальной деятельности в рамках группы Wanna One см. в статье о бойбенде.

### Студийные альбомы
| Название | Детали | Пиковые позиции в чартах | Продажи         |
| Название | Детали | Корея                    | Продажи         |
| -------- | --- | ------------------------ | --------------- |
| Message  | - Релиз: 4 ноября 2020 года - Лейбл: Maroo Entertainment - Форматы: CD, цифровая загрузка, стриминг Список композиций 1. Waterfalls (Intro) 2. Gotcha 3. Hit It Off (prod. and feat. Penomeco) 4. Rolling 5. 50–50 (feat. EB) 6. Dress Code (feat. Punchnello) 7. Whisper (굇속만) 8. Tomorrow 9. Scenario (시나리오) (feat. Sweden Laundry) 10. MayDay | 9                        | - Корея: 79 461 |

### Альбомы
| Название       | Детали | Пиковые позиции в чартах | Продажи          |
| Название       | Детали | Корея                    | Продажи          |
| -------------- | --- | ------------------------ | ---------------- |
| O'Clock        | - Релиз: 26марта 2019 - Лейбл: Maroo Entertainment - Форматы: CD, цифровая загрузка, стриминг Список композиций 1. The Beginning of... 2. Us 3. L.O.V.E 4. Would You... 5. Moon 6. Young 20 (Prod. Lee Dae-hwi)                       | 2                        | - Корея: 109 428 |
| 360            | - Релиз: 4 декабря 2019 - Лейбл: Maroo Entertainment - Форматы: CD, цифровая загрузка, стриминг Список композиций 1. I Am 2. 360 3. Whistle 4. Hurricane 5. Casiopea (낯별) 6. Still Love U 7. Strange (이상해)                       | 2                        | - Корея: 103 392 |
| The W          | - Релиз: 26 мая 2020 - Лейбл: Maroo Entertainment - Форматы: CD, цифровая загрузка, стриминг Список композиций 1. On The Rise 2. Wing 3. Frequency (주파수) 4. Driving 5. Paradise 6. Let's Love                                      | 5                        | - Корея: 85 760  |
| My Collection  | - Релиз: 12 августа 2021 - Лейбл: Maroo Entertainment - Форматы: CD, цифровая загрузка, стриминг Список композиций 1. Present on the Stage (Intro) 2. Gallery 3. Lost (feat. lIlBOI) 4. Strawberry 5. I Wonder 6. Remember (파도에게) | 4                        | - Корея: 55 707  |
| Hot&Cold       | - Релиз: 28 октября 2021 - Лейбл: Maroo Entertainment - Форматы: CD, цифровая загрузка, стриминг Список композиций 1. Escalator (Intro) 2. Serious 3. Want! 4. Cheese 5. Love Glass 6. All Yours                                      | 8                        | - Корея: 42 713  |
| The Answer     | - Релиз: 12 октября 2022 - Лейбл: Maroo Entertainment - Форматы: CD, цифровая загрузка, стриминг Список композиций 1. "Silence" 2. "Nitro" 3. "Moon & Back" 4. "Frame" 5. "Don't Tell Anyone" 6. "Midnight"                           | 17                       | - Корея: 50 090  |
| Blank or Black | - Релиз: April 12, 2023 - Лейбл: Maroo Entertainment, NHN - Форматы: CD, цифровая загрузка, стриминг | 7                        | - Корея: 47 171  |

### Синглы

#### Как ведущий артист
| «L.O.V.E»                                                                  | 2019 | 59  | O'Clock        |
| «360»                                                                      | 2019 | 138 | 360            |
| «Wing»                                                                     | 2020 | 109 | The W          |
| «Gotcha»                                                                   | 2020 | 102 | Message        |
| «Gallery»                                                                  | 2021 | 128 | My Collection  |
| «Serious»                                                                  | 2021 | 121 | Hot&Cold       |
| «Nitro»                                                                    | 2022 | —   | The Answer     |
| «Blank Effect»                                                             | 2023 | —   | Blank or Black |
| "—" релизы, которые не попали в чарты или не были выпущены в этом регионе. |      |     |                |

#### Другие релизы
| «Don't Forget» (잊지마요) (Ха Сон Ун с участием Пак Чихуна)                | 2019 | 34 | My Moment               |
| Рекламные синглы                                                           |      |    |                         |
| «Call U Up» (с участием Ли Хай)                                            | 2021 | —  | Non-album single        |
| Саундтреки                                                                 |      |    |                         |
| «Midnight» (잡아줄게)                                                      | 2020 | —  | Любовная революция OST  |
| «Talk To Me» (말만 해)                                                     | 2021 | —  | Зелёная весна вдали OST |
| "—" релизы, которые не попали в чарты или не были выпущены в этом регионе. |      |    |                         |

### Музыкальные клипы
| Название                                  | Год  | Режиссёры                        | Источник |
| ----------------------------------------- | ---- | -------------------------------- | -------- |
| "L.O.V.E"                                 | 2019 | Хон Вонги, Ха Джинхён (Zanybros) | [ 76 ]   |
| "360"                                     | 2019 | Ю Сонгюн (SUNNYVISUAL)           | [ 77 ]   |
| "Wing"                                    | 2020 | Ю Сонгюн (SUNNYVISUAL)           | [ 78 ]   |
| "Gotcha"                                  | 2020 | Ю Сонгюн (SUNNYVISUAL)           | [ 78 ]   |
| "Hit it Off" (Prod. & Featuring Penomeco) | 2020 | Ю Сонгюн (SUNNYVISUAL)           | [ 78 ]   |
| "Gallery"                                 | 2021 | Ю Сонгюн (SUNNYVISUAL)           | [ 79 ]   |
| "Serious"                                 | 2021 | Zanybros                         | [ 80 ]   |
| "Moon & Back"                             | 2022 | Zanybros                         |          |
| "Nitro"                                   | 2022 | Zanybros                         | [ 81 ]   |
| "Blank Effect"                            | 2023 | Zanybros                         | [ 82 ]   |

## Награды и номинации
| Награда                                  | Год  | Категория                                      | Работа/Номинант     | Результат | Ист.   |
| ---------------------------------------- | ---- | ---------------------------------------------- | ------------------- | --------- | ------ |
| APAN Music Awards                        | 2020 | Награда артисту эстрады (Мужчины)              | Пак Чихун           | Победа    | [ 83 ] |
| APAN Music Awards                        | 2020 | Лучшее соло для мужчины (Глобальное)           | Пак Чихун           | Номинация | [ 83 ] |
| Asia Artist Awards                       | 2019 | Премия StarNews за популярность                | Пак Чихун           | Номинация | [ 84 ] |
| Asia Artist Awards                       | 2020 | Награда за популярность (мужчины)              | Пак Чихун           | Номинация | [ 85 ] |
| Asia Artist Awards                       | 2021 | Премия за популярность мужского сольного певца | Пак Чихун           | Номинация | [ 86 ] |
| Asia Contents Awards & Global OTT Awards | 2023 | Лучший актер-новичок                           | Слабый герой        | Номинация | [ 87 ] |
| Asia Model Awards                        | 2019 | Звезда Азии (Певцы)                            | Пак Чихун           | Победа    | [ 88 ] |
| Телепремия «Голубой дракон»              | 2023 | Лучший новый актёр                             | Слабый герой        | Победа    | [ 89 ] |
| Golden Disc Awards                       | 2019 | Альбом Бонсан                                  | Пак Чихун           | Номинация |        |
| Golden Disc Awards                       | 2019 | Награда за популярность                        | Пак Чихун           | Номинация |        |
| Golden Disc Awards                       | 2019 | Новичок года                                   | Пак Чихун           | Номинация |        |
| KBS Drama Awards                         | 2021 | Лучший новый актёр                             | Зелёная весна вдали | Номинация | [ 90 ] |
| Korea Drama Awards                       | 2023 | Лучший новый актёр                             | Слабый герой        | Победа    | [ 91 ] |
| Korea First Brand Awards                 | 2021 | Лучший актёр-айдол                             | Пак Чихун           | Победа    | [ 92 ] |
| Korea First Brand Awards                 | 2022 | Актёр-айдол                                    | Пак Чихун           | Победа    | [ 93 ] |
| Seoul Music Awards                       | 2019 | Награда за танцевальное исполнение             | Пак Чихун           | Номинация |        |
| Seoul Music Awards                       | 2019 | Награда «K-Wave»                               | Пак Чихун           | Номинация |        |
| Seoul Music Awards                       | 2019 | Награда за популярность                        | Пак Чихун           | Номинация |        |
| Seoul Music Awards                       | 2020 | Fan PD Artist Award                            | Пак Чихун           | Номинация | [ 94 ] |
| Seoul Music Awards                       | 2020 | Главная награда                                | Пак Чихун           | Номинация | [ 95 ] |
| Seoul Music Awards                       | 2020 | Награда за популярность                        | Пак Чихун           | Номинация | [ 95 ] |
| Seoul Music Awards                       | 2020 | Награда «K-Wave популярность»                  | Пак Чихун           | Номинация | [ 95 ] |
| Soribada Best K-Music Awards             | 2019 | Бонсан                                         | Пак Чихун           | Победа    | [ 96 ] |
| Soribada Best K-Music Awards             | 2019 | Награда за популярность (мужчины)              | Пак Чихун           | Номинация | [ 96 ] |
| Soribada Best K-Music Awards             | 2019 | Награда «New K-wave Icon Award»                | Пак Чихун           | Победа    | [ 96 ] |
| Soribada Best K-Music Awards             | 2020 | Бонсан                                         | Пак Чихун           | Номинация | [ 97 ] |
| Soribada Best K-Music Awards             | 2020 | Награда за популярность (мужчины)              | Пак Чихун           | Номинация | [ 97 ] |
| Soribada Best K-Music Awards             | 2020 | Глобальный артист                              | Пак Чихун           | Номинация | [ 97 ] |